# Kazimierz Muranty
Kazimierz Muranty (ur. 14 czerwca 1925 w Żernikach, zm. 8 lutego 2004) – duchowny i sekretarz Rady Zjednoczonego Kościoła Ewangelicznego, przełożony Zboru Ewangelicznego „Betel” w Warszawie, przewodniczący Rady Zborów Ewangelicznych.

## Życiorys

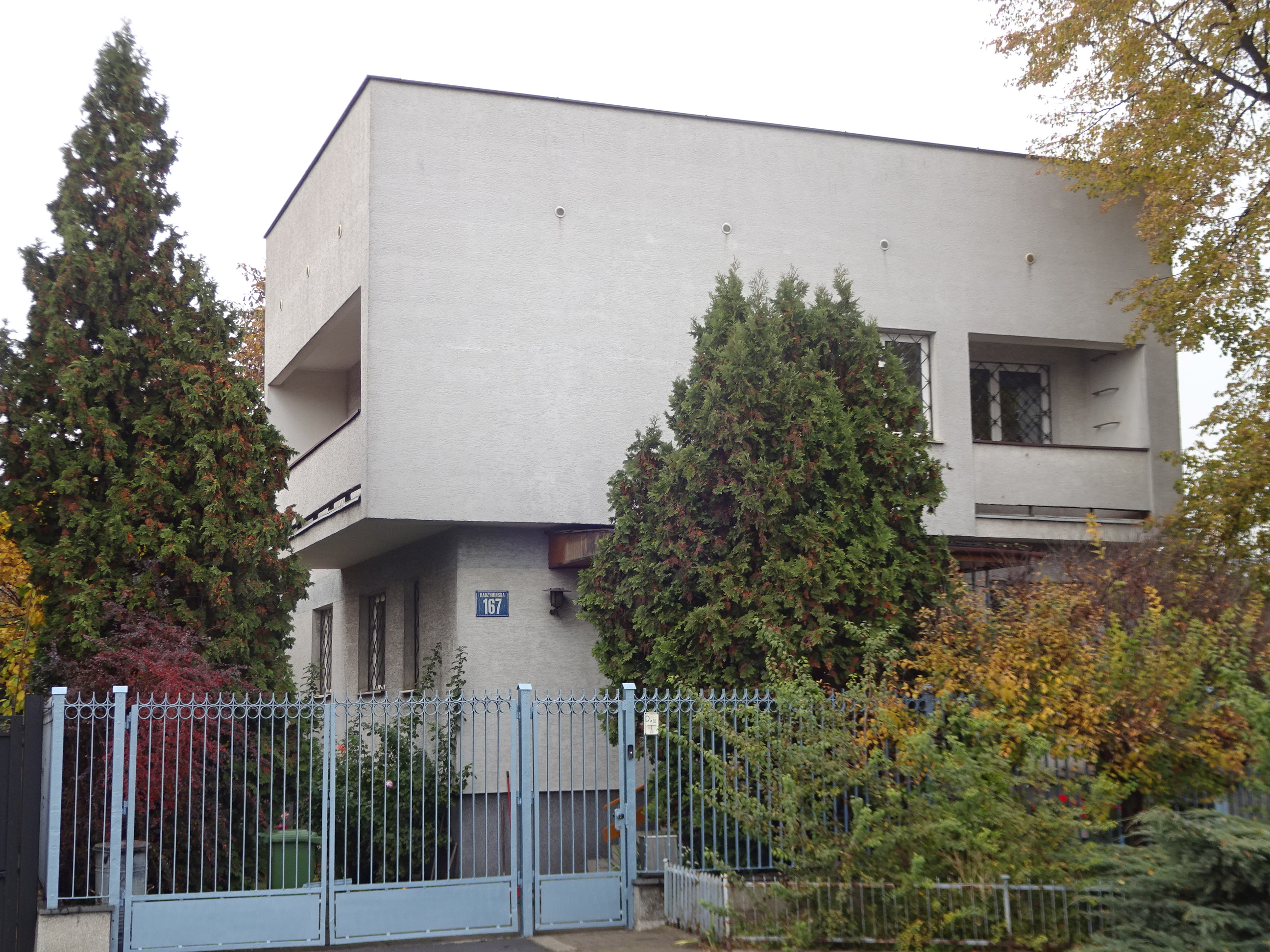
Dom Kazimierza Murantego

Pochodził z rodziny wyznawców ewangelikalizmu z Inowrocławia. W okresie okupacji został wywieziony na roboty przymusowe do Niemiec. Po powrocie do kraju wstąpił do Ludowego Wojska Polskiego, gdzie uzyskał stopień oficerski w lotnictwie. 8 sierpnia 1946 odznaczony brążowym Krzyżem Zasługi. 
Następnie podjął studia w Chrześcijańskiej Akademii Teologicznej w Warszawie (1956–1961). W Zjednoczonym Kościele Ewangelicznym reprezentował Ugrupowanie Ewangelicznych Chrześcijan. Był zaangażowany w działalność wydawniczą, głównie w wydawnictwie Zjednoczonego Kościoła Ewangelicznego. Po rozpadzie ZKE utworzył i stanął na czele Towarzystwa Ewangelicznego z siedzibą w Poznaniu i został redaktorem naczelnym wydawanego przez to stowarzyszenie czasopisma Myśl Ewangeliczna. Należał do czołowych inicjatorów krajowej organizacji międzykościelnej pn. Rada Zborów Ewangelicznych. Był członkiem Chrześcijańskiego Stowarzyszenia Wojskowego Korneliusz. Został pochowany na cmentarzu ewangelicko-reformowanym w Warszawie (kwatera 17-5-1).

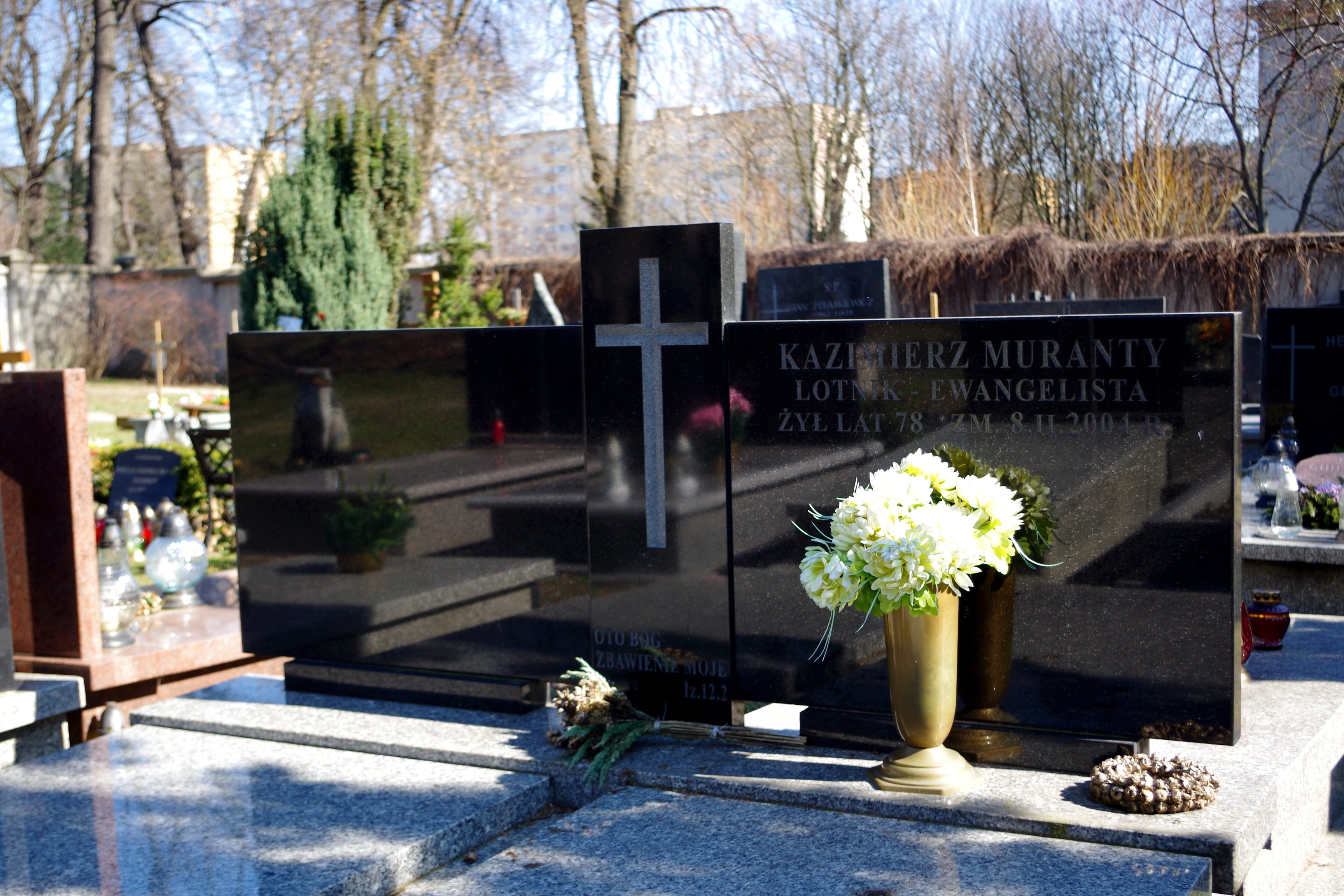
Grób Kazimierza Murantego na Cmentarzu ewangelicko-reformowanym w Warszawie

Przed synodami ZKE opiniował kandydatów do Prezydium ZKE. 14 marca 1975 roku na potrzeby Urzędu ds. Wyznań sporządził następującą notatkę:

Mieczysław Kwiecień – kierownik szkoły biblijnej. Z-ca redaktora naczelnego (Józefa Mrózka) miesięcznika „Chrześcijanin”. Nie powinien wejść do Rady. (...) Waldemar Lisieski – sekretarz redakcji audycji „Głos Ewangelii”. Faktyczny kierownik tego działu, nie dopuszczający nikogo do bliższej współpracy. (...) Rozwinął kontakty zagraniczne, najlepiej jemu wiadome. Niespokojny, buntowniczy. (...) Jego wejście do Rady Kościoła niewskazane. (...) Sergiusz Waszkiewicz – wiceprezes, nie posiadający żadnego wpływu na środowisko zielonoświątkowe. Nie posiada własnego zdania, chwiejny. Podporządkowany i uległy S. Krakiewiczowi. (...) Edward Czajko – teolog, cieszący się bezwzględnym autorytetem w środowisku zielonoświątkowym. Deklarujący w sensie pozytywnym swoją współpracę w Radzie Zjedn. Kościoła. Kandydat na skarbnika. Gwarantuje uporządkowanie tego odcinka przy współpracy wszystkich zainteresowanych. (...) Tadeusz Gaweł – przełożony zboru we Wrocławiu. (...) Bezkompromisowy – fanatyk. (...) Nie powinien wejść do Rady.

## Wybrane publikacje
- Na Górze Błogosławieństw, Warszawa 1977
- Na drodze wiary, Warszawa 1979
- W ślady Zbawiciela, Warszawa 1980
- Jezus zna Twoją drogę, Warszawa 1984
- Twoja droga, Warszawa 1986
- Droga do szczęścia, Warszawa 1987
- Powrót do Boga, Warszawa 1998
- Lotnik ewangelista, Warszawa 2000